# André Cailleux
Pour les articles homonymes, voir Cailleux.
André de Cayeux de Senarpont, dit André Cailleux, né le 24 décembre 1907 à Paris et mort le 27 décembre 1986 à Saint-Nazaire, est un géographe et géologue français et résistant.

## Biographie
Il est l'auteur de plus vingt ouvrages et dictionnaires et d'environ six cents publications scientifiques portant essentiellement sur la géologie, la géographie physique, les sciences de la Terre et la planétologie. Un cratère de la Lune porte son nom.
Il fut agrégé de sciences naturelles, docteur ès sciences naturelles, licencié ès sciences physiques, titulaire d'une licence ès lettres et d'un certificat d'astronomie approfondie, membre de la Commission scientifique des expéditions polaires, des Commissions de glaciologie et d'hydrologie, président de la Commission internationale de morphologie périglaciaire, membre du Comité de la carte du Quaternaire de l'Europe. Maître de conférences à la Sorbonne, il fonda la Revue de géomorphologie dynamique et publia dans des domaines aussi variés que la géologie, la préhistoire, l'astronomie, la géographie, la pédologie, la glaciologie, la biogéographie, l'écologie, la philosophie et bien d'autres sujets encore.
Membre de nombreuses missions géologiques dans toutes les parties du monde, il représente le Gouvernement français auprès des expéditions polaires américaines antarctiques (1960-1961).
Nommé professeur de sédimentologie en 1958 à la Sorbonne, il enseigne ensuite à l’université Laval, puis aux universités de Rio de Janeiro et Sherbrooke.
Il fut membre de l’Académie Léopoldine (Allemagne), de l’Académie de géographie de la République d’Argentine, correspondant des académies de Bavière et de Göttingen, docteur honoris causa de l’université de Łódź en 1961, lauréat de l’Académie des sciences en 1948 et du prix Malouet de l’Académie des sciences morales et politiques en 1946.
Il présida le Comité permanent de l’Union internationale pour l’étude du quaternaire en tant que spécialiste de la morphologie périglaciaire, l’association internationale de planétologie (1979) et la Société française de géochimie (1961).
La médaille André Cailleux est décernée par l'Association québécoise pour l'étude du quaternaire.
Il fonda l'ACDS, acronyme rappelant ses propres initiales et signifiant l'Association pour la Création et la Diffusion Scientifique, dont la revue apériodique est DIRE (DIffusion et REcherche).
En 1997, l'Union astronomique internationale a attribué le nom de Cailleux à un cratère lunaire.
Sa petite-fille, Laetitia Pichot de Cayeux (née en 1978), est une entrepreneuse américaine et l'épouse de Richard Garriott (né en 1961), fils de l'astronaute Owen Garriott (1930-2019), et lui-même astronaute. L'un de ses autres petits-fils est l'historien français Daniel-Odon Hurel (né en 1963).

## Publications
- Terre Arctique, Artaud, 1948.
- Détermination pratique des roches, Centre Documentation Universitaire, 2 volumes, 1952. Avec A. Chavan.
- Les Roches, Presses Universitaires de France, Paris, 1952.
- La Géologie, Presses Universitaires de France, Paris, 1952.
- Biogéographie mondiale, Presses Universitaires de France, Paris, 1953.
- La Glace et les glaciers, Presses Universitaires de France, Paris, 1953. Avec V. Romanovsky.
- Cryopédologie, Hermann, Paris, 1954.
- Détermination pratique des minéraux, Sedes, Paris, 1957. Avec A. Chavan.
- Détermination pratique des fossiles, Masson, Paris, 1957. Avec A. Chavan.
- Initiation à l'étude des sables et galets, 3 vol., Paris, Centre Docum. Univ., 1959, avec Jean Tricart.
- Code exopolaire pour déterminer la couleur des sols, Boubée, Paris, 1959.
- Géologie de la région parisienne, Presses Universitaires de France, Paris, 1960.
- Dictionnaire des racines scientifiques, Paris, Centre Docum. Univ., Constans, 1961.
- Dictionnaire des sols, 600 p., éd. La Maison Rustique, avec G. Plaisance, 1963
- Histoire de la Géologie, Presses Universitaires de France, Paris, 1961.
- Introduction à la géomorphologie climatique. Traité de géomorphologie, tome I, SEDES, Paris, 1965, 306 p., avec Jean Tricart.
- L'Antarctique, Presses Universitaires de France, Paris, 1967.
- Le Modelé des régions périglaciaires. Traité de géomorphologie, tome II, SEDES, Paris, 1967, 512 p., avec Jean Tricart.
- L'Anatomie de la Terre, Hachette, Paris, 1968.
- Le Modelé des régions sèches. Traité de géomorphologie, tome IV, SEDES, Paris, 1969, 472 p., avec Jean Tricart.
- Le Modelé des régions chaudes. Forêts et savanes. Traité de géomorphologie, tome V, deuxième édition, SEDES, Paris, 1974, 345 p., avec Jean Tricart.
- La Science de la Terre, Bordas, 1969.
- Focus Connaissance de la matière, Bordas, 1972 (en participation).
- La Terre, Bordas, 1981.
- L'ensemble de ses recherches lui ont permis de réaliser d'une part 538 publications dont celles ci-dessus dans de très nombreuses revues scientifiques du monde, par ailleurs, il a publié 410 notules ou petites notes
- Au cours de sa carrière de chercheur et d'enseignant, il a eu en permanence environ plus de 300 à 400 correspondants avec lesquels il a échangé plus de 16.200 courriers déposés selon sa propre volonté aux Archives de la bibliothèque universitaire de Fribourg-en-Brisgau, au muséum d'histoire naturelle du Havre sa collection de plus de 6 000 échantillons de sables.